# Джеханара Набі
Джеханара Набі (1 січня 2004) — пакистанська плавчиня. Учасниця Чемпіонату світу з водних видів спорту 2022, де на дистанції 200 метрів вільним стилем посіла 32-ге місце і не потрапила до півфіналів, а на дистанції 400 метрів вільним стилем посіла 30-те місце і не потрапила до фіналу.